# Annona holosericea
Annona holosericea är en kirimojaväxtart som beskrevs av William Edwin Safford.
Annona holosericea ingår i släktet annonor och familjen kirimojaväxter. Inga underarter finns listade i Catalogue of Life.